# Netelia tinctipennis
Netelia tinctipennis är en stekelart som först beskrevs av Cameron 1886.  Netelia tinctipennis ingår i släktet Netelia och familjen brokparasitsteklar. Inga underarter finns listade i Catalogue of Life.